# Угни
Угни, или Уни, или Уньи (лат. Ugni; от мап. uñi), — род растений семейства Миртовые (Myrtaceae), распространённый в горах от Мексики до Чили.

## Ботаническое описание
Кустарники, часто густоветвистые; опушение из простых волосков. Листья супротивные.
Цветки пятимерные, одиночные, пазушные, поникающие; прицветнички не опадающие. Чашелистики свободные. Лепестков (4) 5, белые или розовые, свободные, образуют абажуровидный венчик. Тычинки многочисленные, равны по длине лепесткам; пыльники стреловидные. Завязь (2)3-гнёздная. Плод — ягода, увенчанная остающейся чашечкой. Семена мелкие, многочисленные; семенная кожура твёрдая, блестящая; зародыш С-образный, гипокотиль равен по длине семядолям.

## Виды
Род включает 4 вида:
- Ugni candollei (Barnéoud) O.Berg
- Ugni molinae Turcz. typus[1] — Угни Молины, или Угни чилийский [syn.  Myrtus ugni Molina basionym]
- Ugni myricoides (Kunth) O.Berg
- Ugni selkirkii (Hook. & Arn.) O.Berg